# Giorgio Doria

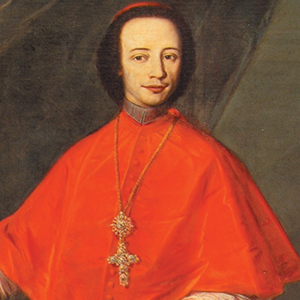
Giorgio Kardinal Doria

Wappen der Familie Doria, Schwarzer Adler mit Krone auf Gold und Silber

Giorgio Doria (* 4. Dezember 1708 in Genua; † 31. Januar 1759 in Rom) war ein italienischer Erzbischof und Kardinal der Römischen Kirche.

## Leben
Giorgio  wurde am 4. Dezember 1708 in Genua als Sohn von Andrea Doria und Livia Centurione Becchignone geboren.
Zusammen mit seinem Cousin Carlo Spinola wurde er zum Studium nach Rom an das Clementinische Kolleg geschickt. Das Studium schloss er an der Sapienza in Rom ab, wo er einen Doktortitel in utroque iure erwarb.
Seine kirchliche Laufbahn begann er im September 1734 als Referent der Obersten Gerichtshöfe der Apostolischen Signatur. Danach erfolgte seine Ernennung zum Vizelegat in Bologna, September 1734 bis 16. Oktober 1737. Am 8. Februar 1738 wurde er zum Gouverneur der Stadt Ascoli ernannt, aber bereits im April 1738 durch Girolamo Spinola ersetzt.
Am 20. Oktober 1740 starb Kaiser Karl VI. und die Wahl des neuen Kaisers drohte das europäische Gleichgewicht zu stören. Doria wurde als außerordentlicher Nuntius auf dem Reichstag in Frankfurt vorgeschlagen. Am 30. November 1740 erfolgte seine Weihe zum Diakon, am 4. Dezember 1740 die Weihe zum Priester und bereits einen Tag später die Ernennung zum Titularerzbischof von Chalcedon. Die Bischofsweihe erfolgte am 8. Dezember 1740 in der Kapelle San Sisto im Quirinalspalast in Rom durch Papst Benedikt XIV. unter Assistenz von Joseph Guyon de Crochans, Bischof von Cavaillon, und von Paul Alphéran de Bussan, Bischof von Malta. Nach der Wahl Kaiser Karls VII. blieb er von 1742 bis 1744 als ordentlicher Nuntius am kaiserlichen Hof.
Im Konsistorium vom 9. September 1743 wurde er von Papst Benedikt XIV. zum Kardinal erhoben und in die Klasse der Kardinalpriester aufgenommen. Den Galero erhielt er am 5. März 1744 und am 16. März 1744 erfolgte die Installation in seiner Titelkirche San Lorenzo in Panisperna. Bald nach seiner Kardinalskreierung, am 23. September 1743, erfolgte bereits seine Ernennung zum Legaten von Bologna, wo er bis zum 17. Oktober 1754 blieb.
Giorgio Doria entschied sich am 15. Dezember 1745 für die Titelkirche Sant’Agostino und am 3. Januar 1757 für die Titelkirche Santa Cecilia in Trastevere, behielt jedoch Sant’Agostino in commendam.
Nach dem Tod von Papst Benedikt XIV. nahm Kardinal Doria am Konklave von 1758 teil, das Papst Clemens XIII. wählte. Von 1754 bis 1759, also bis zu seinem Tod, war er Präfekt der Kongregation der Guten Regierung.
Giorgio Doria starb am 31. Januar 1759 in Rom und wurde in der Basilika Santa Cecilia in Trastevere beigesetzt.
Von ihm befindet sich in der Galerie Doria Pamphilj ein Porträt von Lucia Torelli.